# Territorio de Oklahoma
El Territorio de Oklahoma fue un territorio histórico organizado de los Estados Unidos que existió del 2 de mayo de 1890 hasta el 16 de noviembre de 1907, cuando se unió con el Territorio Indio bajo una nueva constitución y admitido en la Unión como el Estado de Oklahoma.
En 1890 la ley orgánica de Oklahoma organizó la mitad occidental del Territorio indio y una franja conocida como la tierra de nadie en el Territorio de Oklahoma. Se abrieron nuevas reservas en el territorio más tarde ese año y en 1891 y 1893.
Siete condados se definieron sobre la creación del territorio. A pesar de que inicialmente fueron designados por número, en algún momento se convirtieron en el Condado de Logan, Condado de Cleveland, Condado de Oklahoma, Condado de Canadian, Condado de Kingfisher, Condado de Payne y Condado de Beaver. El Land Run de 1893 dio lugar a la adición del Condado de Kay, Condado de Grant, Condado de Woods, Condado de Garfield, Condado de Hidalgo, y el Condado de Pawnee. El territorio adquirió un condado adicional a través de la resolución de una disputa de límites con el estado de Texas, que hoy se divide en el Condado de Greer, Condado de Jackson, Condado de Harmon, y parte del Condado de Beckham.

## Historia
Al final del día el 22 de abril de 1889 había más que suficientes colonos en las tierras no asignadas de Oklahoma para exigir la creación de un gobierno territorial. Sin embargo, la breve legislación que preveía la apertura de las tierras no tenía ninguna forma de gobierno en Oklahoma. No se establecieron cuerpos de policía o los tribunales locales; las tropas militares federales proporcionaban la aplicación de la ley y la Corte Federal de Distrito para el Distrito Oeste de Arkansas bajo el mandato del juez federal Isaac Parker era la única forma de jurisdicciones penales y civiles. A pesar de ello, el distrito era pacífico en general. La mayoría de los conflictos de tierras se resolvieron sin derramamiento de sangre, aunque algunos tardaron años en resolverse. Durante más de un año los habitantes del Territorio de Oklahoma fueron semiautónomos.
Al año siguiente, el 2 de mayo de 1890, el Congreso aprobó la ley orgánica de Oklahoma, que organizó la mitad occidental del Territorio indio en el Territorio de Oklahoma. La mitad oriental permaneció bajo el gobierno indígena, sobre todo de las Cinco Tribus Civilizadas, como el Territorio Indio. Congreso incluyó en el Territorio de Oklahoma la franja conocida como la tierra de nadie, que abarca 14 900 km², que se convirtió en el condado de Beaver. En septiembre de 1890, los 5 189.83 km² de la nación Sac y Fox (Iowa) y las reservas de los Pottawatomie en la parte oriental del territorio fueron abiertas a la colonización. La primavera siguiente, se abrieron las 17 797.15 km² de la nación Cheyenne y Arapaho del centro del territorio. El 16 de septiembre de 1893, el Cherokee Outlet se abrió a la colonización, y los condados de Kay, Grant, Woods, Woodward, Garfield, Noble y Pawnee se crearon a partir de sus 24,338.76 km² de tierra. En 1895 se estableció la reserva Kickapoo de 836.33 km², y al año siguiente el condado de Greer, que había sido considerado una parte de Texas, se le dio al territorio por una decisión de la Corte Suprema de los Estados Unidos. Estos acontecimientos, aparte de la apertura de las reservas de los Kiowa, Comanche y Apache y Wichita, dio territorio de Oklahoma una zona establecida de 97.000 km², 6,983.44 km² de los cuales todavía se incluyen en las reservas indígenas.
Representantes de las Cinco Tribus Civilizadas se reunieron en 1902 para trabajar en la obtención de la condición de Estado para el Territorio indio y celebraron una convención en Eufaula. Los representantes se reunieron de nuevo en 1903 para organizar una convención constitucional.
La Convención Constitucional Sequoyah se reunió en Muskogee el 21 de agosto de 1905. El general Pleasant Porter, principal jefe de la nación Creek, fue elegido presidente de la convención. Los delegados electos decidieron que los oficiales ejecutivos de las Cinco Tribus Civilizadas serían nombrados como vicepresidentes: William C. Rogers, director jefe de los Cherokees; William H. Murray, nombrado por el gobernador Chickasaw Douglas H. Johnston para representar el Chickasaw; Jefe Verde McCurtain del Choctaw; Jefe John Brown, del Seminola; y Charles N. Haskell, nombrado por Porter para representar a los Creek.
La convención redactó una constitución, elaboró un plan de organización para el gobierno, diseñó un mapa de muestra de los condados que se establecerían y eligió a los delegados para ir al Congreso de los Estados Unidos para solicitar la condición de Estado. Las propuestas de la convención se presentaron en un referéndum en el Territorio indio, en el que se aprobaron por una abrumadora mayoría.
La delegación recibió una fría recepción en Washington D. C.. Los políticos del oriente del país, por temor a la admisión de otros dos estados del oeste, presionaron al Presidente de los Estados Unidos, Theodore Roosevelt. Este dijo que a los territorios indio y Oklahoma se les concedería la condición de Estado solo como un estado combinado.
El duro trabajo de la Convención Constitucional Sequoyah no se perdió por completo. Cuando representantes de territorio indio se unieron a la Convención Constitucional del Estado de Oklahoma en Guthrie al año siguiente, trajeron su experiencia constitucional con ellos. La Constitución Sequoyah sirve en gran parte como base para la constitución del Estado de Oklahoma, que nació con la fusión de los dos territorios en 1907.
El Gobernador Territorial Frank Frantz supervisó la transición de territorio a estado. Fue seleccionado como el candidato republicano para servir como primer gobernador del estado. Se enfrentó al democrática Charles N. Haskell en las elecciones del 17 de septiembre de 1907. En la misma elección, la Constitución de Oklahoma fue propuesta. La Constitución fue aprobada y Haskell fue elegido gobernador. Una vez que la gente de Oklahoma adoptaron la Constitución de los Estados Unidos el 16 de noviembre de 1907, los territorios Oklahoma e Indio fueron disueltos oficialmente, y el Estado de Oklahoma fue admitido en la Unión como el estado número 46.